# آرشاویر داربنی
آرشاویر داربنی (ارمنی: Արշավիր Դարբնի؛ زادهٔ ۱۶ ژانویهٔ ۱۹۱۰ - درگذشته ۷ نوامبر ۱۹۸۰)، مترجم و نمایشنامه‌نویس اهل جمهوری آرتساخ بود.

## زندگی‌نامه
وی با نام اصلی آرشاویر میکائیلی مناتساکانیان در ۱۶ ژانویهٔ ۱۹۱۰ در روستای گتاشن به دنیا آمد   داربنی عضو اتحادیه نویسندگان شوروی و حزب کمونیست اتحاد شوروی بود. وی در ۷ نوامبر ۱۹۸۰ در سن ۷۰ سالگی در درگذشت.